# 李徹
李 徹（り てつ、生年不詳 - 599年）は、中国の北周から隋にかけての軍人。字は広達。本貫は朔方郡巖緑県。

## 経歴
李和の子として生まれた。宇文護に召されてその側近となり、殿中司馬に任ぜられ、奉車都尉に累進した。宇文護は李徹の才能と謹直ぶりを買って、礼遇した。572年、宇文護の子の中山公宇文訓が蒲州刺史となると、李徹は本官のまま宇文訓に従った。しばらくして、車騎大将軍・儀同三司に任ぜられた。576年、皇太子宇文贇に従って吐谷渾を討ち、功績により同昌県男の爵位を、受けた。後に武帝の下で北斉を討ち、晋州を落とした。武帝が軍を返すと、李徹は斉王宇文憲とともに鶏栖原に駐屯した。北斉の後主が大軍を率いてやってくると、宇文憲は兵を率いて西に向かい、戦いを避けようとした。後主は賀蘭豹子に精鋭を率いて宇文憲を追わせ、晋州城の北で戦いとなった。宇文憲の軍は敗れたが、李徹が楊素・宇文慶らとともに奮戦したため、宇文憲は無事に帰還することができた。再び武帝の下で北斉を討った。北周軍は汾水の北で北斉軍を破り、勝利に乗じて高壁を落とし、晋陽を抜き、高湝を冀州で捕らえた。李徹は前後の功績により、開府儀同三司の位を受け、蔡陽県公の別封を受けた。578年、宣帝が即位すると、韋孝寛の下で淮南攻略にあたり、先鋒をつとめた。淮南が平定されると、淮州刺史に任ぜられた。
581年、隋が建国されると、上開府の位を加えられ、雲州刺史に転じた。582年、召還されて左武衛将軍となった。晋王楊広が并州に駐屯すると、李徹はその幕僚となった。晋王府の軍事をつかさどり、爵位は斉安郡公に進んだ。文帝は諸子の属僚たちの中で李徹の武力を最も高く評価した。
583年、突厥の沙鉢略可汗が侵入すると、文帝は衛王楊爽を元帥とし、李徹をその下で長史とした。隋軍が白道で突厥軍と遭遇すると、行軍総管の李充が突厥の油断をついて攻撃するよう勧めた。諸将には疑問を持つ者が多かったが、李徹はひとり李充の意見に賛同した。李徹は李充とともに精鋭の騎兵5000を率いて、突厥の不意をうって襲撃し、大勝をおさめた。沙鉢略は着ていた金の甲を捨てて、草中にひそんで逃亡した。李徹は功績により上大将軍の位を加えられた。沙鉢略可汗は隋に膝を屈して藩属した。しばらくして、沙鉢略可汗は阿波可汗の攻撃を受け、隋に救援を求めた。李徹が行軍総管として騎兵1万を率いて救援におもむくと、阿波可汗はそれを聞いて遁走した。凱旋すると、再び行軍総管として平涼に駐屯し、突厥の侵攻に備えた。安道郡公に封ぜられた。590年、位は柱国に進んだ。晋王楊広が淮海牧に転ずると、李徹は揚州総管司馬となり、徳広郡公に改封された。まもなく城陽郡公に徙封された。後に突厥が侵入すると、李徹は再び行軍総管として突厥を撃破した。
599年、左僕射高熲が罪に落とされると、李徹は高熲と仲が良かったため、うとまれて任務につけられなくなった。後に恨み言を述べたことが文帝に知られ、宴に招かれて毒殺された。
大業年間、李徹の妻の宇文氏は庶子の李安遠に対して呪詛をおこなったと誣告され、処刑された。

## 伝記資料
- 『隋書』巻五十四 列伝第十九